# Корович, Хенрик

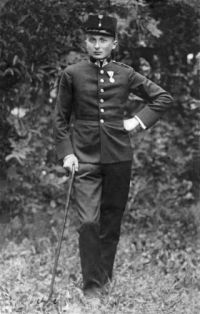
Корович в форме австро-венгерской армии

Хенрик Мариан Корович (пол. Henryk Marian Korowicz; 1888—1941) — польский экономист, профессор и ректор Академии внешней торговли во Львове.

## Биография
Его отцом был Иоахим Корнрайх-Корович, родом из Малиновки, также жил в Вене, Кракове и Люблине, где был убит немецкими солдатами в начале Второй мировой войны. Корович учился в Мюнхене и Страсбурге. Перед 1918 годом он публиковался под именем доктор Хенрик Корнрайх. Во время Первой мировой войны он служил в качестве офицера в австро-венгерской армии, а после провозглашения независимости Польши — в польской армии — во время советско-польской войны на волынском фронте. В течение нескольких лет он работал в Польском банке в Варшаве. После женитьбы на Ольге Павловской, коллеге и дворянке из Буковины, он жил во Львове.
С 1924 года он читал лекции в Академии внешней торговли во Львове по казначейским финансам, банковской политике и социальному страхованию. С 1927 года он работал там в качестве доцента, с 1931 года — как профессор, и, кроме того, в 1931—1939 годах он был ректором. Он продолжал читать лекции после присоединения Львова к СССР (1939—1941), когда академия внешней торговли была преобразована в Институт советской торговли.
11 июля 1941 года он вместе с другими учёными был арестован гестапо и убит, вероятно, на следующий день, это событие стало известно как убийство львовских профессоров.

## Семья
У Хенрика Коровича был один сын, Войцех Антоний Корович (1926 г. р.), который уже после смерти отца вступил в Армию Крайову в зимний период 1943—1944 годов. Он служил в 14-м полку под командованием Драгана Сотировича. Участвовал в битве при Львове, а позже — на реке Сан. В июле 1945 года вместе с солдатами 14-го полка, ему удалось достичь Италии, где его подразделение вошло в состав 2-го польского корпуса. По окончании войны эмигрировал в Англию, а затем в Ирландию.
Брат Хенрика, Марек Станислав Корович, был профессором международного права.